# Jörgen Smit

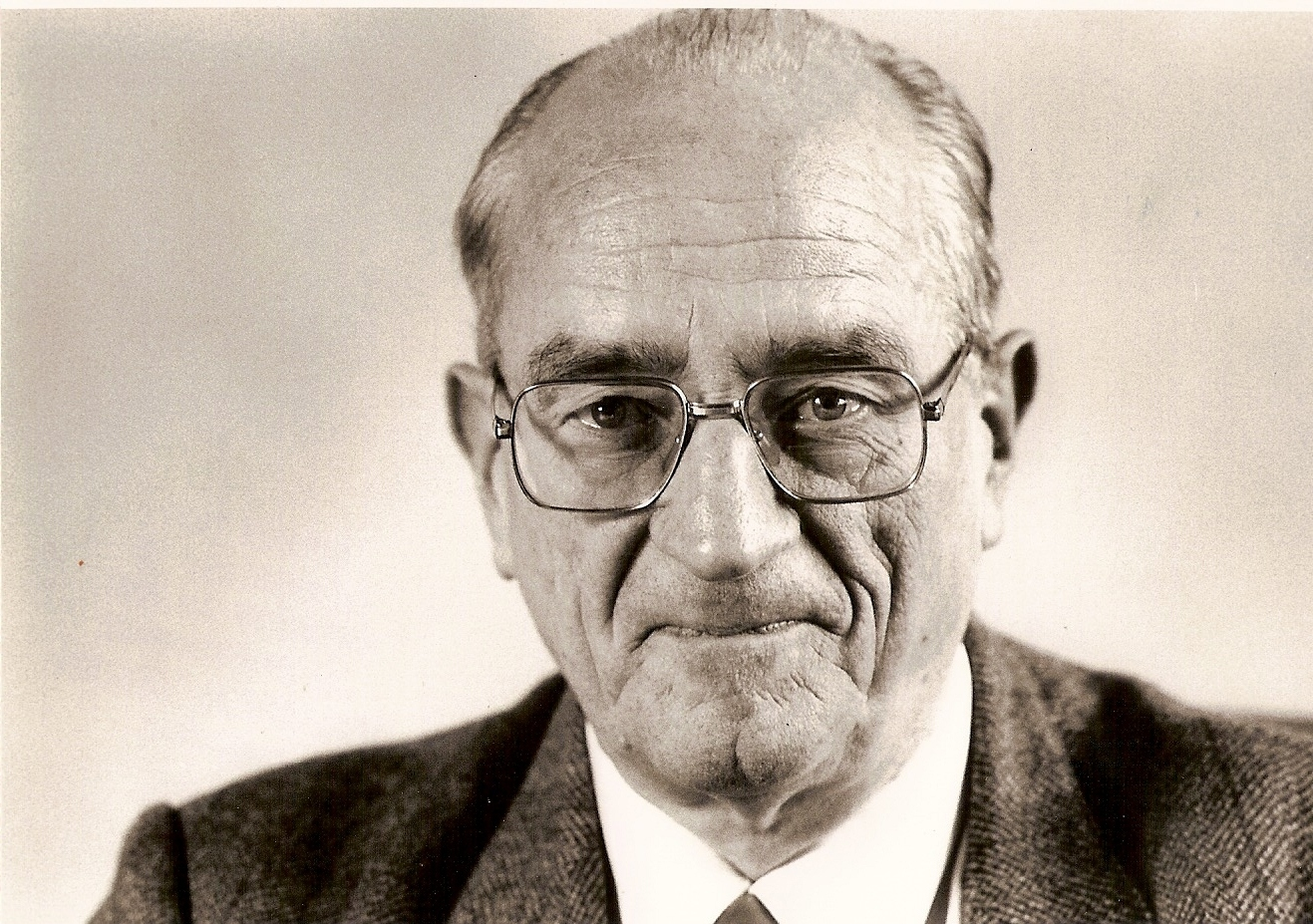
Jörgen Smit ca. 1983

Jörgen Smit (Bergen, 21 juli 1916 - Arlesheim (Zwitserland), 10 mei 1991) was een Noorse leraar, docent, spreker en schrijver. Hij was met name actief in de Vrije School Beweging en de Antroposofische Vereniging. Hij was secretaris-generaal van de antroposofische Vereniging in Noorwegen, medeoprichter van het het Rudolf Steiner Seminarie in Järna, Zweden en uiteindelijk bestuurslid van het Goetheanum in Dornach, Zwitserland

## Biografie
Smit groeide als tweede van zeven zonen op in Bergen, Noorwegen. In 1926 verhuisde de familie naar Oslo. Na zijn eindexamen middelbare school studeerde hij klassieke talen in Oslo en Bazel met Oudgrieks als hoofdvak. Hoewel een academische carrière voor hem openstond werd hij leraar aan de kleine Vrije School in Bergen. Onder moeilijke oorlogsomstandigheden begonnen, werkte hij van 1941 tot 1965 aan deze allengs opbloeiende school. Naast zijn leraarschap was hij vanaf zijn jonge jaren een gevraagd spreker met betrekking tot een breed spectrum van onderwerpen, meestal in relatie met de antroposofie en de vrije school-pedagogie. Van 1966 tot 1975 (daarna als jaarlijks gastdocent) werkte hij mee aan het opbouwen van het het Rudolf Steiner Seminarie in Järna, Zweden, als hoofddocent van de lerarenopleiding voor de vrije scholen in heel Scandinavië. Samen met onder andere kunstenaar Arne Klingborg, architect Erik Asmussen en ondernemer Âke Kumlander werd binnen enkele jaren een bloeiende campus tot stand gebracht direct aan de Oostzee en het centrum voor de antroposofische activiteiten in Noord-Europa.
In 1975 werd hij benoemd tot bestuurslid van de Algemene Antroposofische Vereniging (AAG) aan het Goetheanum in Dornach in Zwitserland. Naast zijn algemeen bestuurslidmaatschap leidde hij de jeugdsectie die onder zijn leiding tot bloei kwam. Later nam hij ook de leiding van de pedagogische sectie op zich. Onder zijn leiding ontstond een intensieve internationale samenwerking van de internationale Vrije Schoolbeweging (In Duitsland Waldorf- in andere landen Rudolf Steiner School) culminerend in een aantal wereld-lerarenconferenties (van Vrije Scholen) met meer dan 1500 deelnemers. Meer dan de helft van de 4889 voordrachten die hij gedurende zijn leven hield, hield hij gedurende de zestien laatste jaren van zijn leven. Hij was spreker op alle continenten, al lag het zwaartepunt in Europa. Zijn boeken bestaan vooral uit bewerkingen van zijn voordrachten. Vanaf 1956 tot 1990 hield hij ook in Nederland regelmatig voordrachten en werkte hij mee aan conferenties en besprekingen in het kader van de antroposofische beweging in Nederland